# Arne Schmitt
Arne Schmitt (* 21. März 1972 in Hagen) ist ein deutscher Pianist, der als Straßenmusiker auftritt. Weiterhin ist Schmitt Organisator von Demonstrationen gegen die Infektionsschutzmaßnahmen infolge der Covid-19-Pandemie.

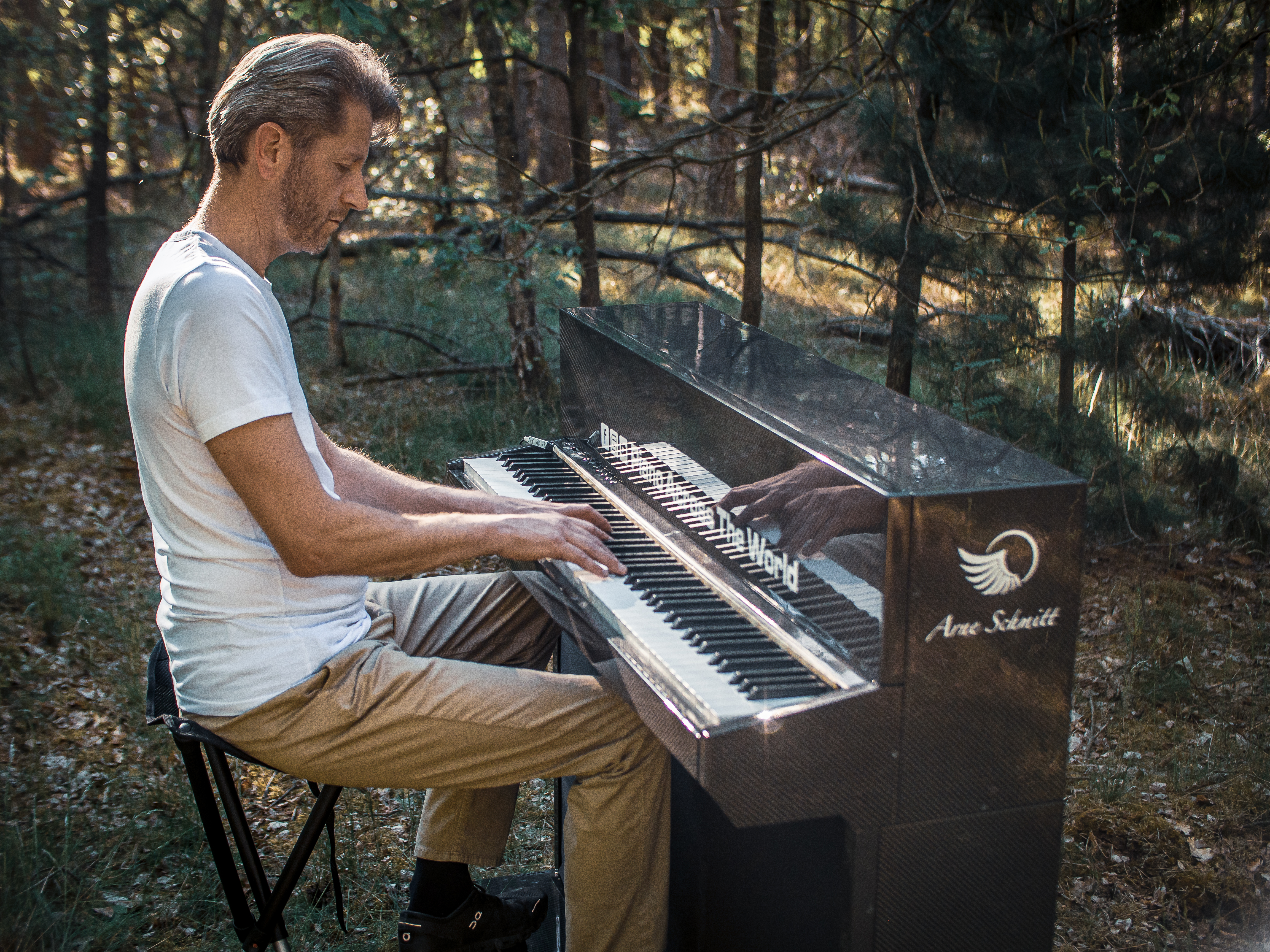
Arne Schmitt mit seinem Karbon-Pianino im Wald (2020)

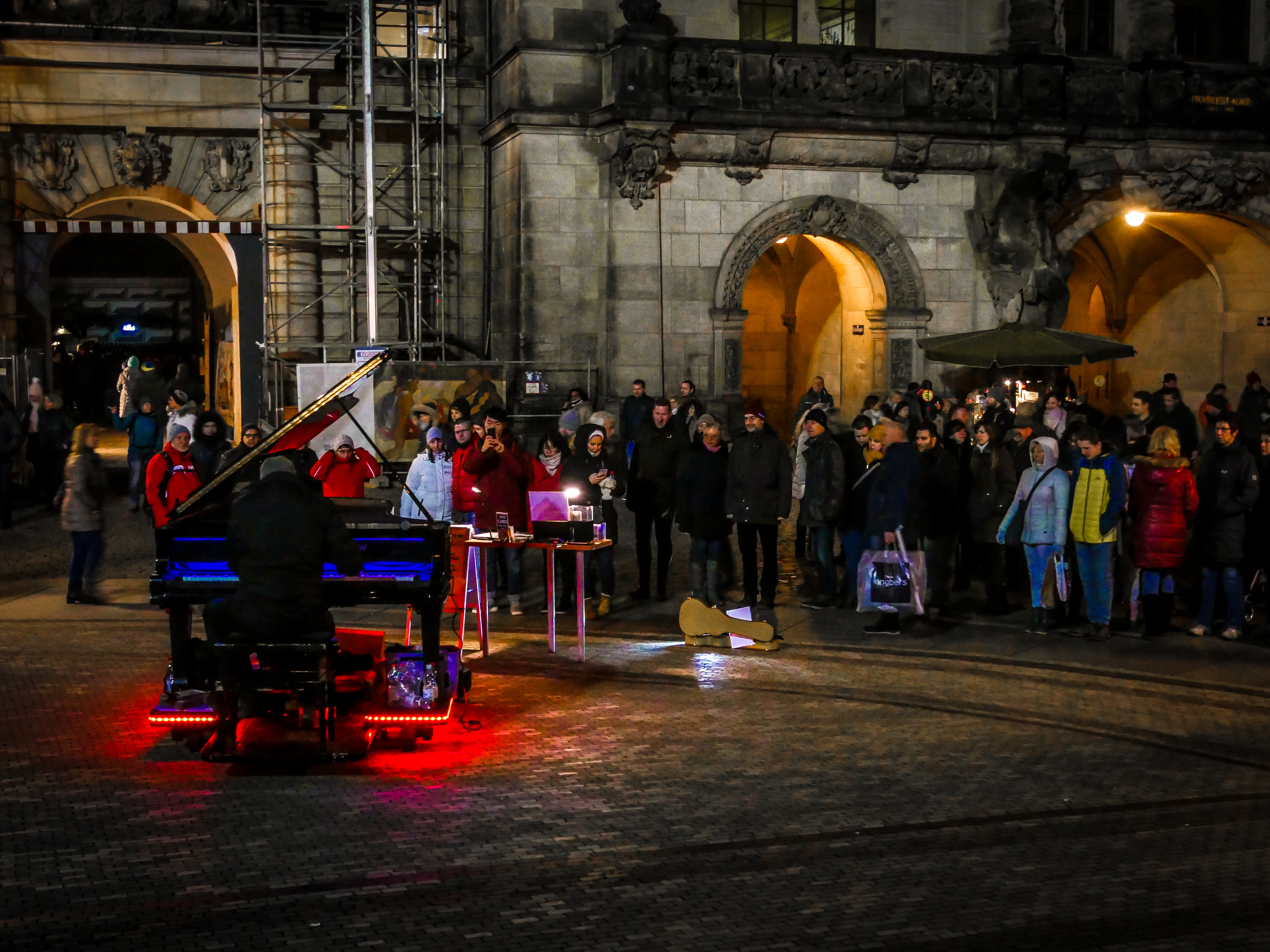
Arne Schmitt in Dresden (2018)

## Leben
Schmitt hat einen Realschulabschluss und ist Autodidakt. Erste öffentliche Auftritte hatte er ab 1984 im Kindes- bzw. Jugendalter als Akkordeonspieler und Trompeter. Im Alter von 29 Jahren gab er seinen Beruf in einer Autowerkstatt auf und spielte ab dann hauptberuflich auf der Straße. Schmitt ist ledig und lebt ohne festen Wohnsitz in einem Wohnwagen.

## Musik
Seit 1997 fährt er – zunächst nebenberuflich – mit einem Klavier durch Europa und hat bereits in mehr als 300 Städten gespielt. Seit 2015 reist der Künstler auch wiederholt nach China, um dort auf der Straße Klavier zu spielen.
Neben seinen eigenen Werken improvisiert Schmitt vorwiegend auf der Basis bekannter Popsongs. Besonderen Einfluss auf seine Musik haben Künstler wie Elton John, Michael Jackson und Phil Collins. In der Regel tritt Schmitt als Solo-Künstler auf, musiziert aber gelegentlich auch mit anderen Musikern wie Jimmy Kelly.
Im Laufe der Jahre wechselte Schmitt sein Musikinstrument und auch die Beförderungsart. Spielte er zunächst auf einem Pianino, wechselte er später zu einem Stutzflügel und dann zu einem 385 Kilogramm schweren Flügel mittlerer Größe (Marke August Förster). Das für Auftritte auch bei Minustemperaturen präparierte Musikinstrument stand ursprünglich auf einem per Hand rollbaren Podest. Einst fuhr der Künstler seinen Flügel auf einem flachen Anhänger, der zugleich als Podest diente, mit einem Quad in die Innenstädte. Mittlerweile ist er auf ein Podest mit einem elektrischen Motor umgestiegen. Für längere Strecken wird das Gespann in ein Transportfahrzeug verladen. Seit 2020 spielt Schmitt ergänzend zu seinem Flügel auch auf einem elektrischen Karbon-Pianino. Die 30 Kilogramm schwere Konstruktion, die sich zu Transportzwecken auf eine kompakte Größe zusammenlegen lässt, ist darauf ausgelegt, auf Flugreisen auch in eine Flugzeugkabine zugelassen zu werden.
Ein Auftrittsverbot in Frankfurt am Main führte 2014 zu einem öffentlichkeitswirksamen Rechtsstreit vor dem Hessischen Verwaltungsgerichtshof in Kassel. Ähnliche Verbote wurden auch in anderen Städten von der Presse thematisiert. 2016 kam es zu einem Prozess vor dem Amtsgericht Dresden wegen eines Beistelltisches.
Neben der Straßenmusik gibt der Pianist seit 2019 auch Konzerte.

## Soziales Engagement
Am 20. Januar 2018 gab Schmitt mit weiteren Musikern ein Benefizkonzert in der Nikolaikirche Rostock. Die Einnahmen gingen an das Projekt „Sonnennote“, ein Moskauer Orchester, in dem Kinder mit Down-Syndrom gemeinsam musizieren. Am 26. Februar 2018 spielte der Pianist in Hannover auf seinem Flügel unter dem Motto „Mehr Hilfe für Obdachlose“, um auf die prekäre Situation der Obdachlosen aufmerksam zu machen. Die Erlöse wurden an die Bedürftigen im Umfeld des Bahnhofs verteilt.

## COVID-19-Pandemie
Im Kontext der Proteste gegen Schutzmaßnahmen zur COVID-19-Pandemie in Deutschland 2020/2021 ist Arne Schmitt mit seinem Klavier Teil der Proteste.

## Diskografie
- 2004: Open Roads
- 2009: Kiss & Cry
- 2012: Back for Christmas
- 2014: Golden October